# Lutverci
Lutverci este o localitate din comuna Apače, Slovenia, cu o populație de 349 de locuitori.